# エムレ&エネス兄弟
エムレ&エネス兄弟は、トルコ・イスタンブール出身のエムレ（イペック・エムレ）とエネス（イペック・エネス）の日本の兄弟
男性タレント及びYouTuberグループ。 Almost Japanese所属。

## エムレのプロフィール

### 概要
イペック エムレ（Ipek Emre、1998年8月1日 - ）。エネスの兄。UNIQLOやジャーナルスタンダード、ユナイテッドアローズ、ZOZOTOWN、東京コレクションなどでモデルとして活動していき、2019年現在はZOZOTOWNで6つのブランドモデルにも努めてる。また、日本テレビZIP!ファミリーのタレントのマーティン (タレント)が率いる、日本のために汗をかくことをテーマにした外国人・ハーフモデルによるインバウンドグループ「ASE BOUND(アセバウンド)」 のメンバーとしても活動中。
2024年10月25日、自身のYouTubeチャンネルにて、一般人と結婚していたことを発表した。

### モデル
- ZOZOTOWN STARING OVER レギュラー
- ZOZOTOWN bullish
- ユニクロエアリズム広告
- ジャーナルスタンダート
- ユナイテッドアローズ
- KANGOL
- DMM.comノートパソコン広告
- ZOZOTOWN×ドン・キホーテ
- I am what I am
- UNIQLO - UT

### 雑誌
- 「POPEYE」
- 「GRIND」
- 「OLLIE」
- 「FINEBOYS」
- 「HR」

### イベント
- Amazon Fashion Week Tokyo 2019 - ryota murakami

## エネスのプロフィール

### 概要
イペック・エネス（Ipek Enes、2000年10月21日 - ）。エムレの弟。

### 雑誌
- 「POPEYE」

## 概要
2019年5月23日放送のアウト×デラックスに「家を追い出されたトルコ人兄弟」という触れ込みで、エムレエネス兄弟が登場。
並外れた2人の兄弟愛にマツコ・デラックスも「なんかニュータイプ」と驚きの表情を浮かべるなどして話題になった。
2人は生まれた頃から一度も離れたことがなく、何をするにも一緒で、お風呂ベッドまでもが一緒である。特にスタジオの出演者を驚かせたのは、一緒にトイレに入ること。用を足す時も同じ個室のトイレに入るという2人は、片方が便座に座っている時、携帯をいじりながら終わるまで待っている。
他にも体重も常に一緒にしていることを明かし、兄の体重に合わせるため弟のエネスは−10キロのダイエットをしてキロ単位で体重を合わせた。兄のエムレが5歳の時から2人は同時にサッカーを始め、プロを目指して日々2人で同じチームで練習に励んでいたが、その後兄が16歳の高校生の頃、父親と揉めサッカーを辞めさせられてしまい、その真相を知った弟のエネスもやめた。高校の時だけ2人は離れて異なった高校に入学してしまい、その時に大学は絶対に同じ大学へ行くと誓った。その後兄が入学した大学に、兄のエムレの後を追って2年後に同じ大学・学科に進学したことを告白。兄弟愛を発揮した。現在は定期的にアウト×デラックスや5時に夢中!などのように様々なバラエティー番組、情報番組に2人で出演している。

## 人物
- トルコ、イスタンブール生まれ、日本育ちのトルコ人兄弟。
- 日本とトルコでビジネスを展開する実業家の父と母の間に生まれる。
- 兄のエムレが5歳、弟のエネスが3歳の時にお母さんと3人で来日。家族は父、母、兄、弟、妹の5人構成。
- 日本の学校で勉強してきたため、トルコ語はもちろん、日本語もネイティブレベル。その他にも英語、スペイン語、ロシア語（初級）を話すことができる。
- 趣味は2人でドライブ、旅行、映画
- 特技はスポーツ全般。特にサッカー、フットサル。できないスポーツはほとんどない。
- 左胸にお揃いの生年月日のタトゥーを入れている。
- 好きな食べ物はピザ
- 好きな飲み物はコーヒー
- お揃いのマグカップを持っている
- 豚肉はイスラム教のため食べたことがない事をYouTubeで言っている

## 出演

### テレビ
- 『アウト×デラックス』（2019年5月23日、フジテレビ） - 出演
- 『5時に夢中!』（2019年9月19日、2021年7月27日、TOKYO MX） - 出演
- 『アメージパング!』（2019年11月12日、TBSテレビ） - 出演
- 『サンドさん家と隣のフツーじゃない家族』（2020年2月19日、フジテレビ） 出演